# Lambertus Johannes Rietberg

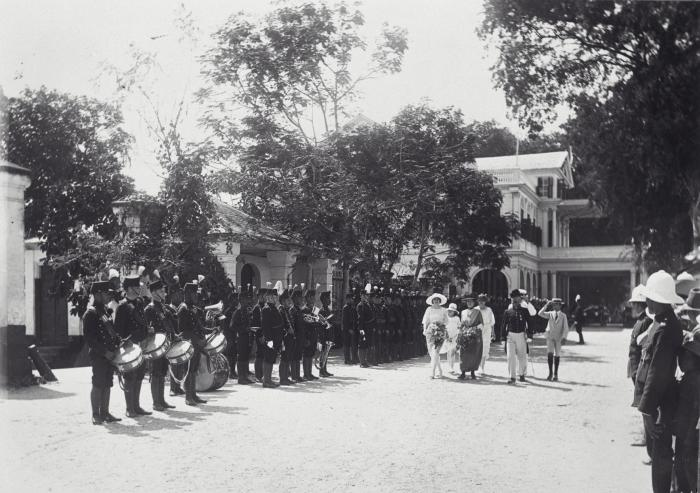
Waarnemend gouverneur Rietberg en gouverneur van Heemstra met familie op weg van het Gouvernementshuis naar de zitting van de Koloniale Staten (mei 1921)

Lambertus Johannes Rietberg (Zwolle, 28 mei 1870 – Paramaribo, 18 september 1924) was een Nederlands jurist, president van het Surinaamse Hof van Justitie en waarnemend gouverneur van Suriname.
Na zijn studie aan de hogeschool te Utrecht promoveerde hij in 1893 waarna hij ging werken bij de griffie van de Provinciale Staten van Overijssel. In 1896 werd mr. L.J. Rietberg benoemd tot griffier van de Provinciale Staten van Utrecht. Hij bleef werkzaam in deze functie tot hij in 1911 naar Suriname ging waar hij op 17 november Louis Marie Rollin Couquerque opvolgde als gouvernementssecretaris van Suriname. Rollin Couquerque had die functie sinds 1908 waargenomen. In 1917 werd Rietberg lid van het Surinaamse Hof van Justitie en op 1 september 1920 volgde hij de toen 73-jarige Isaac da Costa op als president van dat hof. Da Costa, van 1904 tot 1914 voorzitter van de Koloniale Staten, was 9 jaar president geweest en had zelf eervol ontslag aangevraagd.
In februari 1918 werd Rietberg die tot dan buitengewoon lid van de Raad van Bestuur van Suriname was, na het vertrek van Corstiaan van Drimmelen benoemd tot ondervoorzitter van deze raad. Van november 1919 tot juli 1920 was Rietberg waarnemend gouverneur van Suriname tijdens het verlof van gouverneur Gerard Johan Staal. Vanaf het vertrek van Staal in december 1920 tot de benoeming van Staals opvolger Aarnoud van Heemstra in mei 1921, was Rietberg opnieuw waarnemend gouverneur. Toen Heemstra in mei 1924 op verlof ging werd hij voor de derde keer waarnemend gouverneur. Begin september werd hij steeds ernstiger ziek waardoor hij zich genoodzaakt voelde om het waarnemend gouverneurschap over te dragen aan mr. Jan Luchies Nysingh die toen zowel lid van de Raad van Bestuur van Suriname als procureur-generaal was. Vlak nadat Nysingh op 18 september in de Koloniale Staten de eed aflegde kwam het bericht dat Rietberg kort voor het begin van de ceremonie op 54-jarige leeftijd overleden was.
In Paramaribo is een plein naar hem vernoemd: het Mr. L.J. Rietberg-plein.